# جزیره لیکوما
جزیره لیکوما یک از جزایر دریاچه مالاوی، بزرگتر از دو جزیره دیگر این دریاچه در شرق آفریقا و کوچکتر از جزیره چیزومولو است. لیکوما و چیزومولو هر دو متعلق به مالاوی هستند و با هم بخش لیکوما را تشکیل می‌دهند. با اینکه هر دو جزیره تنها در چند کیلومتری کشور موزامبیک قرار دارند و به‌طور کامل توسط آبهای سرزمینی این کشور احاطه شده‌اند، اما هر دو زیر مجموعه کشور مالاوی هستند. این جزیره نقش مهمی در صنعت توریسم کشور مالاوی ایفا می‌کند.
در این جزیره چندین هتل و خوابگاه مخصوص کوله گردی وجود دارد که معمولاً بر اساس معیارهای اکوتوریستی ساخته شده است. آب‌های اطراف جزیره لیکوما بعنوان محلی مناسب برای غواصی با اسنورکل و غواصی اسکوبا مورد توجه گردشگران و علاقمندان به غواصی می‌باشد.

## جغرافیا

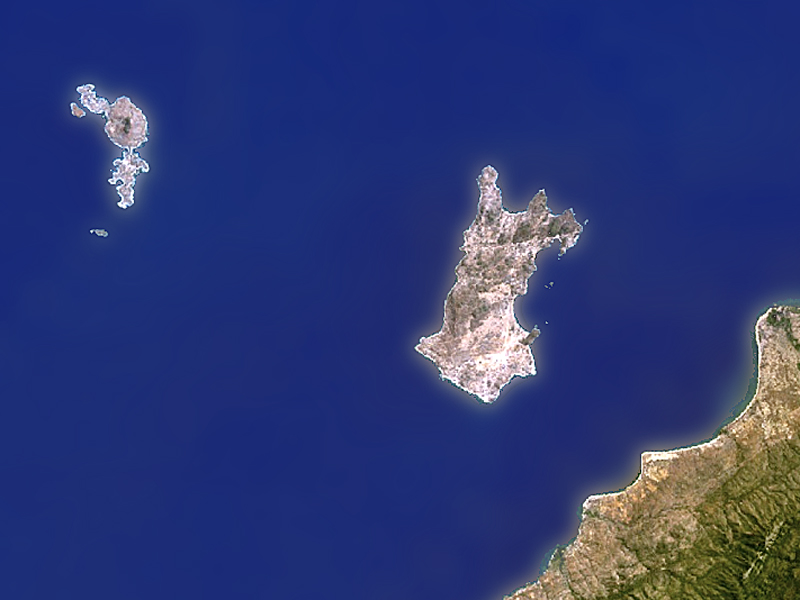
تصویر ماهواره ای از جزایر چیزومولو و لیکوما

این جزیره دارای مساحتی در حدود ۱۸ کیلومتر مربع بوده و در قسمت شمال شرقی دریاچه مالاوی و ۷ کیلومتری شمال غربی شهر کوبو در کشور موزامبیک واقع شده است. نزدیکترین شهر به لیکوما، شهر چین تچه در سواحل مالاوی است.

## تاریخ
در سال ۱۸۸۰ مبلغان مذهبی در پاسخ به درخواست دیوید لیوینگستون مقر خود را در جزیره لیکوما تأسیس کردند. به دلیل حضور میسیونرهای بریتانیایی، پس از جنگ جهانی دوم، زمانی که مرزبندی‌های ملی در شرق آفریقا ایجاد شد، این جزیره به جای کشور موزامبیک به کشور مالاوی تعلق یافت.

## محیط طبیعی

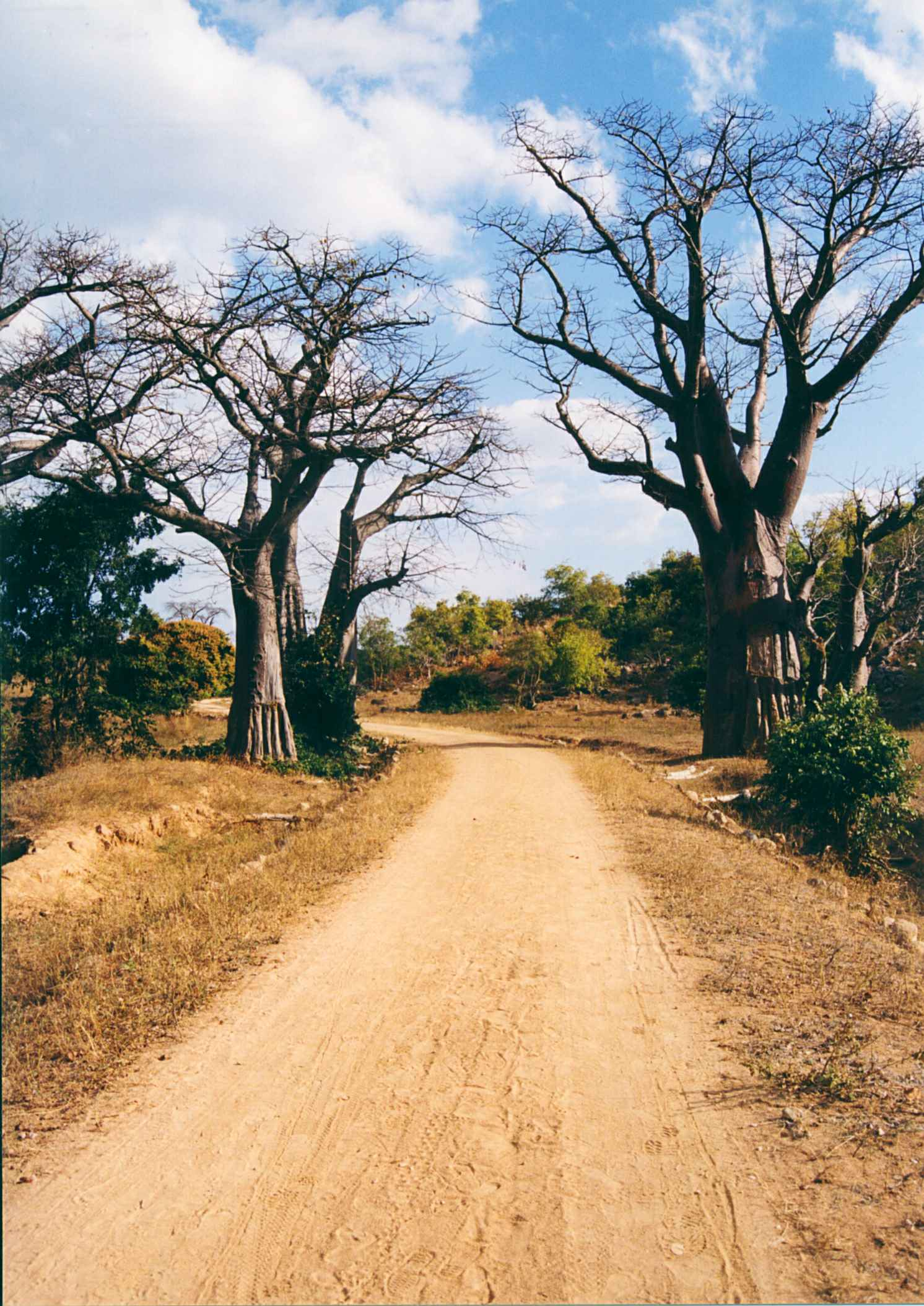
جاده خاکی و درختان بائوباب در جزیره لیکوما، مالاوی

با وجود تراکم بالای جمعیت جزیره، محیط طبیعی لیکوما تا حد زیادی بکر و دست نخورده مانده است؛ سواحلی متنوع صخره‌ای، خلیج‌های شنی و باتلاق‌ها. قسمت‌های داخل جزیره عمدتاً پوشیده از علفزار و تعداد زیادی درخت بائوباب (از گونه‌های Adansonia digitata) و درختان انبه می‌باشد. عمده جانوران جزیره را خزندگان کوچک، دوزیستان، پرندگان و تعدادی بی مهرگان از منجمله عنکبوت‌های عقربی تشکیل داده است. گاهی وقتها در ساحل، کروکودیل‌ها نیز دیده می‌شوند. آبهای اطراف جزیره لیکوما، همانند تمام نقاط دریاچه مالاوی، میزبان تعدادی سیچلاید است. برخی از گونه‌ها مانند ماکرو بومی منطقه لیکوما هستند.